# Mónada (filosofía)

Representación de la mónada pitagórica.

Mónada (del griego μονάς monas, "unidad" de μόνος monos, "uno", "solo", "único"), la fuente, o el Uno, de acuerdo con los pitagóricos, fue un término para Dios o el primer ser o la unidad originaria, o para la totalidad de todos los seres, con el significado de «sin división».
Para los pitagóricos, la generación de la serie de los números se relaciona con objetos de la geometría, así como con la cosmogonía. Según Diógenes Laercio, de la mónada se evoluciona a la díada, de ella a los números, de los números a los puntos, luego las líneas, las entidades de dos dimensiones, las entidades de tres dimensiones, los cuerpos y, culminando, los cuatro elementos, tierra, agua, fuego y aire, a partir de los cuales se construye el resto de nuestro mundo.
Para Leibniz, un filósofo alemán, las mónadas son substancias inmateriales por las que el universo está compuesto en términos del mundo dinámico, estas son acciones tales como: percibir, pensar o moverse.

## Leibniz
Leibniz nació el 1 de julio de 1646, habló de la teoría de mónadas y armonía preestablecida.
Una mónada es una substancia inmaterial. La parte dinámica del universo está compuesta de mónadas y se puede representar gráficamente de la manera que se desee; es probable que cada persona lo perciba de maneras distintas. 
El concepto de armonía preestablecida se relaciona con las mónadas, ya que, para Leibniz, la realidad es una interacción de las substancias (mónadas) creadas por Dios. Para Leibniz, este es el mejor de los mundos posibles porque el conjunto de mónadas cumple ciertas condiciones que permiten un mundo posible y armonioso; dentro de las otras posibilidades, esta fue la que funcionó (composibilidad).

## Historia
Según Hipólito de Roma, este punto de vista fue inspirado por los pitagóricos, que llamaron a la primera cosa en existir, la mónada, que engendró a la díada, que engendró a los números, que engendró el punto, generando líneas o finitud, etc.
Arquitas y Proclo distinguieron la mónada del uno absoluto. 
Platón en Filebo, V 15 b, definió las mónadas como ideas para evidenciar su esencialidad y su lejanía de la realidad empírica.
Los filósofos pitagóricos y platónicos como Plotino y Porfirio condenaron el gnosticismo por su tratamiento de la Mónada o el Uno.

## Filosofía moderna
El término mónada fue más tarde adoptado de la filosofía griega por Anne Finch, Giordano Bruno, Henry More, Leibniz (Monadología) y otros.